# Wilhelm von Reck (Landrat)
Wilhelm von Reck (* 1886; † 1964) war ein deutscher Verwaltungsjurist.

## Leben
Wilhelm von Reck studierte an der Ruprecht-Karls-Universität Rechtswissenschaft. 1904 wurde er im Corps Vandalia Heidelberg recipiert. Mit ihm aktiv waren Ludwig Frege und Julius Wätjen. Nach dem Studium trat er in den preußischen Staatsdienst. Vom Oberpräsidium der Provinz Hannover kam er im Mai 1923 vertretungsweise, später endgültig auf den Landratsposten im Kreis Stolzenau. Als der Kreis zum 1. Oktober 1932 dem benachbarten Kreis Nienburg zugeschlagen wurde, wechselte v. Reck als Landrat nach Nienburg. 1937 wurde er beurlaubt und in den einstweiligen Ruhestand versetzt. Ab 1938 war er Regierungs- bzw. Oberregierungsrat beim Oberpräsidium Hannover. Als Oberregierungsrat a. D. lebte er später in Göttingen (Dahlmannstr. 1).